# Munmo tashi khyidron
Munmo tashi khyidron é um filme de mistério butanês de 2016 dirigido e escrito por Dechen Roder. A obra estreou no Festival Internacional de Cinema de Busan em 7 de outubro de 2016, foi exibida na sessão Panorama no Festival Internacional de Cinema de Berlim e, em seguida, em seu país de origem em 20 de abril de 2018.

## Elenco
- Jamyang Jamtsho Wangchuk - Kinley
- Sonam Tashi Choden - Choden
- Kunga T. Dorji - Wangdi
- Cencho Dorji - Norbu
- Deki Yangchen - Jampa